# Tonco
Tonco es una localidad y comune italiana de la provincia de Asti, región de Piamonte, con 930 habitantes.

## Evolución demográfica
| Gráfica de evolución demográfica de Tonco entre 1861 y 2001 |
|                                                             |
| Fuente ISTAT - elaboración gráfica de Wikipedia             |